# Gare de Saint-Jean-Froidmentel
La gare de Saint-Jean-Froidmentel est une gare ferroviaire française, fermée, de la ligne de Brétigny à La Membrolle-sur-Choisille. Elle est située sur le territoire de la commune de Saint-Jean-Froidmentel, dans le département de Loir-et-Cher, en région Centre-Val de Loire.
C'est une station lorsqu'elle est mise en service en 1889 par la Compagnie du chemin de fer de Paris à Orléans (PO). Elle est fermée dans les années 1980 par la Société nationale des chemins de fer français (SNCF).

## Situation ferroviaire
Établie à 98 mètres d'altitude, la gare fermée de Saint-Jean-Froidmentel est située au point kilométrique (PK) 150,543 de la ligne de Brétigny à La Membrolle-sur-Choisille, entre les gares de Cloyes (ouverte) et de Saint-Hilaire-la-Gravelle (fermée).

## Histoire
Il n'y a pas de gare, de station où de halte, à Saint-Jean-Froidmentel lors de l'ouverture à la circulation, le 28 décembre 1865, de la première section, de Brétigny à Vendôme, de la ligne de Paris à Tours par Châteaudun et Vendôme.
La station de Saint-Jean-Froidmentel, située entre les stations de « Cleyes et Morée-Saint-Hilaire » est mise en service le 17 juin 1889 par la Compagnie du chemin de fer de Paris à Orléans (PO). 
Elle est, sans doute, fermée dans les années 1980 par la Société nationale des chemins de fer français (SNCF).

## Patrimoine ferroviaire
L'ancien bâtiment voyageurs désaffecté du service ferroviaire est devenu une propriété privée.